# Plexippus robustus
Plexippus robustus är en spindelart som först beskrevs av Bösenberg, Lenz 1894 [1895.  Plexippus robustus ingår i släktet Plexippus och familjen hoppspindlar. Inga underarter finns listade i Catalogue of Life.